# Risikokommunikation
Risikokommunikation ist im Risikomanagement die Kommunikation der Risikoergebnisse in transparenter und nachvollziehbarer Weise – für die Entscheidungsfindung über die Vertretbarkeit des Risikos durch den Betreiber, der Behörde unter Einbeziehung von Sachverständigen sowie für die durch das Risiko betroffenen Personen in der Anlage und in der Anlagenumgebung.

## Definitionen
Der Begriff „Anspruchsgruppen“ (auch: Stakeholder) umfasst alle Personengruppen (interne und externe), die durch die unternehmerische Tätigkeit direkt oder indirekt gegenwärtig oder in Zukunft betroffen sind. Der Begriff „Risikokommunikation“ ist aufgrund seiner Komplexität nicht eindeutig eingrenzbar. In Theorie und Praxis sind verschiedene Definitionen gängig:
- „Risikokommunikation beinhaltet, mögliche Risiken zu antizipieren, sensibel auf Risikoängste zu reagieren und Maßnahmen zu ergreifen, die bei einem Schadenseintritt zu befolgen sind.“[3]
- „Risikokommunikation umfasst jeden zielgerichteten Austausch von Informationen über […] Risiken zwischen Individuen und zwischen interessierten Gruppen. Die Informationen beziehen sich dabei vor allem auf:

1. die Höhe des Risikos,
2. die Signifikanz und Bedeutung des Risikos und
3. Entscheidungen, Handlungen und politische Maßnahmen, die darauf abzielen, die Risiken […] zu begrenzen und zu regeln.“[4]

- „Risikokommunikation dient der Erörterung von Risiken, der sachorientierten und fairen Auseinandersetzung über die Differenzen bei der Risikobewertung sowie der Findung von Lösungen bei Konflikten über Risiken.“[5]
- „Der interaktive Austausch von Informationen und Meinungen über Gefahren, Risiken, risikorelevante Faktoren und Risikowahrnehmung zwischen Risikomanagern, Nutzern, Sachverständigen, Risikoverantwortlichen und weiteren Betroffenen. Aus dem Kommunikationsprozess resultieren einerseits Einzellösungen und andererseits lässt sich im Bottom-Up-Verfahren die Gesamtrisikolage zusammenführen. Die Risikokommunikation ist ein wesentlicher Bestandteil eines Risikomanagement-Systems. Die Kommunikationswege sollten eine zeitnahe Information der Entscheidungsträger sicherstellen, um jederzeit Transparenz über Art und Ausmaß der Risiken zu gewährleisten.“[6]

## Ziel der Risikokommunikation
Das Ziel der Risikokommunikation ist es, eine Vertrauensposition aufzubauen und zur Reputation bei relevanten Anspruchsgruppen beizutragen.
Ein weiteres Ziel ist der Abbau von – aus der Prinzipal-Agent-Beziehung entstehenden – Informationsasymmetrie zwischen Unternehmen (Agent) und Stakeholdern (Prinzipal) durch wahrheitsgemäße und entscheidungsrelevante Informationen über Unternehmensrisiken. Eine detaillierte und transparente Risikokommunikation soll die hohe Transparenzerwartung und -forderung von Stakeholdern erfüllen.

## Einordnung und Funktion im Risikomanagement
Die Risikokommunikation ist ein wesentlicher Bestandteil innerhalb des Risikomanagements. Das Risikomanagement besteht laut ISO 31000 aus dem Risikomanagementprozess und dem Risikomanagementsystem, welches nach dem Prinzip eines PDCA-Zyklus (Plan-Do-Check-Act) aufgebaut ist.
Die Risikokommunikation übernimmt zum einen eine prozessbegleitende Funktion innerhalb des Risikomanagementprozesses und bildet zum anderen die Grundlage für den Austausch zwischen dem Risikomanagementsystem und Risikomanagementprozess. Innerhalb des Risikomanagementprozesses bestimmt die Risikokommunikation die Art und Weise des Erfassens und Austausches der Information über die festgestellten Risiken innerhalb des Unternehmens. Eine kontinuierliche Risikokommunikation stellt sicher, dass die Maßnahmen des Risikomanagements im Sinne der Risikostrategie durchgeführt werden.
Somit erfüllt die Risikokommunikation im Risikomanagement die wichtigen Funktionen der Dokumentation, Nachvollziehbarkeit, Prüfbarkeit sowie der Sicherungsfunktion des Risikomanagements.

## Wege der Risikokommunikation
Das Kommunikationsprinzip „intern vor extern“ wird im Zusammenhang mit anspruchsgruppenorientierter Kommunikation für Unternehmen empfohlen. Mitarbeiter eines Unternehmens sind die wesentliche Stakeholdergruppe eines Unternehmens im Wandel. Mitarbeiter sollten als erste Informationen erhalten, bevor sie an die Öffentlichkeit gegeben werden. Gründe für diese Empfehlung sind neben Wertschätzung der Belegschaft auch betriebswirtschaftliche Gründe. Streiks und Ankündigungen zum Streik können Auswirkungen auf externe Stakeholder haben, sie können z. B. Kreditgeber verunsichern.

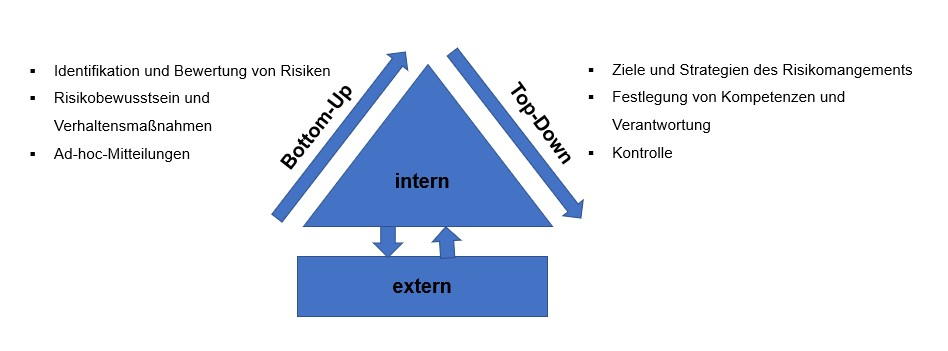
Wege der Risikokommunikation

Innerhalb eines Unternehmens findet die Risikokommunikation sowohl von den Geschäftsbereichen zum Risikomanagement (Bottom-Up) als auch vom Management zu den Geschäftsbereichen (Top-Down) statt. Typische Themen, die von den Geschäftsbereichen zum Risikomanagement kommuniziert werden, sind die Identifikation und Bewertung von Risiken, Informationen über das Risikobewusstsein und ggf. Ad-hoc-Mitteilungen. Informationen vom Risikomanagement zu den Geschäftsbereichen umfassen Themen bezüglich der Ziele und Strategien im Risikomanagement. Dabei können Kompetenzen und Verantwortlichkeiten zugeordnet und festgelegt werden. Ebenso erfolgt die Überwachung und Kontrolle der Prozesse von oben nach unten.
Für eine transparente und effektive Risikokommunikation ist es notwendig, dass ebenfalls innerhalb der Geschäftsbereiche über Risiken gesprochen wird, um Wechselbeziehungen und Wirkungen von Risiken festzustellen.

## Grundproblem der Risikokommunikation
Das grundlegende Problem von Verständnisasymmetrie und damit die differenzierte Wahrnehmung des Risikos betrifft alle Stakeholdergruppen. Während Experten Risiken als Ursache-Wirkungs-Prinzip verstehen, betrachten Laien Risiken eher im Opfer-Täter-Zusammenhang und beurteilen Risiken aufgrund ihrer subjektiven Wahrnehmung und Alltagserfahrungen. Daraus ergibt sich das Aufgabenfeld der Risikokommunikation. Diese muss die Differenz zwischen dem von Experten definierten Risikoproblem und der Risikosicht der Laien mindern. Dies erfolgt, indem ein anspruchsgruppenorientiertes Instrument der Risikokommunikation gewählt wird. Ein passendes Instrument kann das Verständnis und die Wahrnehmung der Informationen vom Empfänger fördern, so dass optimale Entscheidungen getroffen werden können.

## Phasen der Risikokommunikation

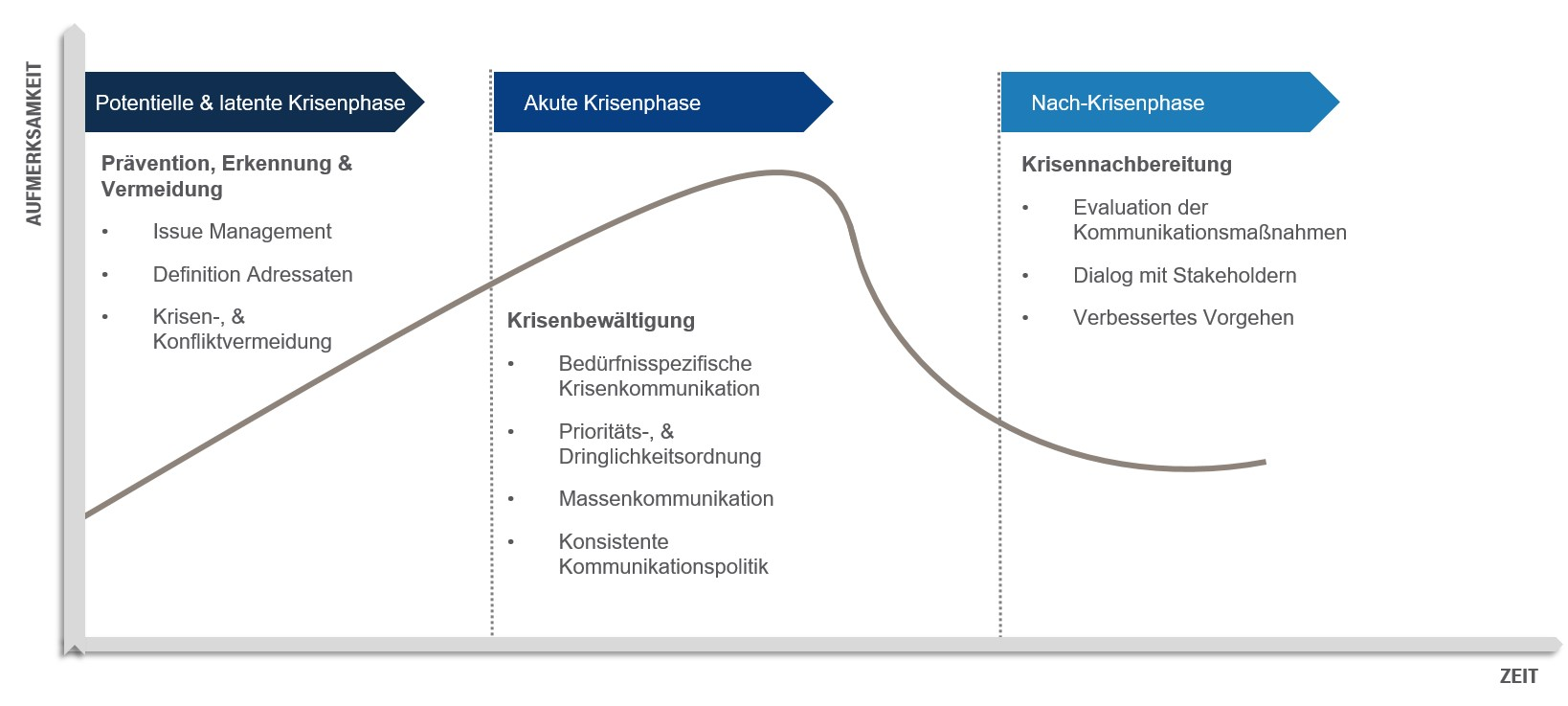
Phasen der Risikokommunikation

Die Risikokommunikation kann in verschiedene Phasen eingeteilt werden. Betrifft diese Krisen- und Störanfälle, findet sie einmalig statt, wohingegen eine kontinuierliche Risikokommunikation in Unternehmen stattfindet, um zur Aufklärung und Prävention beizutragen.

### Potentielle und latente Krisenphase – Prävention, Erkennung und Vermeidung
Die präventive Risikokommunikation als Teil des Konfliktmanagements ist eng mit dem Begriff Issue Management verwandt. Dieses greift, wenn ein Thema extern an das Unternehmen herangetragen wird und das Potenzial besitzt das Unternehmen negativ zu beeinflussen. Es hat die Funktion, Umweltveränderungen und mögliche Risiken frühzeitig zu erkennen und Reaktionsstrategien zu entwickeln, um Krisen zu verhindern. Eine erfolgreiche präventive Risikokommunikation erfordert die Kenntnis der zu adressierenden Medien und Akteure, als auch eine detaillierte Planung des Informationsflusses. Erkennt das Frühwarnsystem eine entstehende Krise, liegt eine interne Krisenphase vor. Hierbei wird die Unternehmensumwelt nicht über bestehende Risiken informiert, sondern ausschließlich die internen Stakeholder. In diesem Fall kann die unternehmerische Risikokommunikation, mit dem Ziel der Krisen- und Konfliktvermeidung, eine präventive Funktion einnehmen.
Treten erwartete und kommunizierte Risiken nicht ein, läuft das Unternehmen trotzdem Gefahr Imageschäden zu riskieren. Somit stellt die präventive Risikokommunikation selbst einen Risikofaktor dar, so dass z. B. Produktrisiken und politische Entscheidungen verschwiegen werden. Treten prognostizierte Risiken ein und wurden keine entsprechenden Maßnahmen ergriffen, drohen noch größere Reputationsschäden. Werden entstehende Risikoprobleme in der latenten Krisenphase von externen Stakeholdern wahrgenommen, ist die Risikokommunikation fundamental, um das Risikothema zu lenken und die Krise abzumildern.

### Akute Krisenphase – Krisenbewältigung
Misslingt die unternehmensinterne Krisenvermeidung, liegt eine akute Krisenphase vor. Eine Krise kann ebenfalls überraschend, ohne vorgegangene Indizien, auftreten. Vor der akuten Krisensituation sollten die zu adressierenden Anspruchsgruppen klar definiert sein, um eine reibungslose, bedürfnisspezifische Krisenkommunikation zu ermöglichen. Dies hilft dem Unternehmen, zukünftiges Verhalten der Akteure im Vorfeld zu antizipieren, maßgeschneiderte Nachrichten zu verfassen und somit agieren, statt nur reagieren zu können.
Abhängig von der Krisenart werden die Anspruchsgruppen unterschiedlich stark nach Bedeutung und Dringlichkeit gewichtet. Diejenigen Anspruchsgruppen, die durch die Krise direkt oder indirekt betroffen sind und von dieser beeinflusst werden, erfahren die höchste Priorität, z. B. Anwohner und Nachbarn bei Störfällen, die Umweltschäden nach sich ziehen. Um eine schnelle Reaktionsfähigkeit gewährleisten zu können, werden oftmals Krisenhandbücher und Dark Sites vorbereitet. Aufgrund der bestehenden zeitlichen Dringlichkeit in akuten Krisensituationen wird vermehrt auf die Massenkommunikation gesetzt. Mit Hilfe einer offenen Informationspolitik sollen die Stakeholder über eingeleitete Krisenbewältigungsmaßnahmen, bereits ermittelte Krisenursachen und schon absehbare Krisenwirkungen informiert werden.
In Anbetracht der Anspruchsgruppe und des Krisentyps sollte das Kommunikationsmedium gewählt werden (Alarm bei Umweltschäden, Intranet bei Betriebsratsinformationen). Die Ergebnisse der empirischen Studie von Frank Roselieb zeigen, dass die Kommunikationsfrequenz in der akuten Krisenphase mit 69,2 Prozent am stärksten ausgeprägt ist, wohingegen die latente Krisenphase kaum kommunikativ begleitet wird und passiv stattfindet (8,3 Prozent der Kommunikation).
Die unternehmerische Kommunikationspolitik sollte in sich konsistent sein. Dies beinhaltet eine einheitliche Kommunikationshoheit und die Einbindung der Unternehmenskommunikation in den Krisenstab. Der Krisenstab trägt zur Aufklärung der Risikosituation bei und agiert transparent, um das Vertrauen der internen und externen Stakeholder zu wahren.

### Nach-Krisenphase – Krisennachbereitung
Kann das Unternehmen, nach Überwindung der akuten Krise wieder dem normalen Geschäftsablauf folgen, tritt die Nach-Krisenphase ein. Hierbei ist die Elimination des destruktiven Effekts der Krise auf die Stakeholder von essenzieller Bedeutung. Nötige Maßnahmen müssen ergriffen werden, um das Vertrauen der internen und externen Anspruchsgruppen wiederherzustellen und zu stabilisieren.
Die vorangegangene Krise kann als „Chance zum Wandel“ utilisiert werden, indem die Krise kritisch analysiert wird und Konsequenzen gezogen werden. Dabei sollte ebenfalls die Evaluation der vorangegangenen, kommunikativen Krisenbewältigung betrachtet werden. Daraus ableitend kann ein optimiertes zukünftiges Vorgehen beschlossen werden. Die Unternehmenskommunikation sollte mit den Stakeholdern im Dialog stehen, um z. B. in Kooperation Konzepte zur künftigen Krisenvermeidung entwickeln zu können. Eine Dokumentation der Resultate erfolgt in der Einführung von Verhaltenskodizes (Unternehmens- und Führungsgrundsätze).
In dieser Phase dominiert die Individual- die Massenkommunikation und stellt 68,8 Prozent aller Kommunikationsprozesse dar. Neben der interpersonalen Kommunikation, greifen Unternehmen auf Zeitschriften und Pressemitteilungen, Rundschreiben und persönliche Briefe zurück, um mit Stakeholdern zu kommunizieren und diese zu informieren.

## Interne Risikokommunikation
Die Kommunikation von Risiken gegenüber internen Stakeholdern nimmt einen hohen Stellenwert im Risikomanagement ein. Im Fokus steht insbesondere die Kommunikation gegenüber Shareholdern und Mitarbeitern, welche die Transparenz der Unternehmensrisiken fördern soll. Dadurch wird der proaktive Umgang mit Risiken unterstützt und die Identifikation möglicher Gefährdungen gestärkt. Um ein effizientes Risikomanagement zu ermöglichen, müssen Verantwortlichkeiten festgelegt und die betrieblichen Risiken im Bericht ganzheitlich Berücksichtigung finden, wie z. B. forschungs- und entwicklungsbezogene Risiken sowie Produktions- und Vertriebsrisiken bis zu finanziellen und strategischen Risiken.

### Shareholder
Die Risikokommunikation mit Shareholdern ist von dem Aktionärstyp, der Gesellschaftsform und Unternehmensgröße abhängig. Während die Kommunikation in Familienunternehmen meist verbal und direkt erfolgt und eine gemeinsame Entscheidungsfindung verfolgt wird, so gestaltet sich der Kommunikationsprozess komplexer, wenn Eigentum und Management nicht denselben Personenkreis betreffen. In der potentiellen oder latenten Krise beschränkt sich der Informationsfluss an Anteilseigner meist auf die Risikoberichterstattung. Der interne Risikobericht stellt steuerungsrelevante Informationen bereit, die es den Shareholdern ermöglichen, Risiken zu identifizieren, zu begrenzen und Gegenmaßnahmen zu entwickeln.
In der akuten Krisenphase werden in Kapitalgesellschaften Shareholder im Zuge der Haupt- und Generalversammlungen, in direkten Gesprächen sowie durch Briefe über zukünftige Veränderungen und Konsequenzen informiert. Jedoch muss zwischen Kleinaktionären und institutionellen Aktionären unterschieden werden. Kleinaktionäre haben einen signifikanten Einfluss auf die Unternehmensreputation, weshalb der ausführliche Informationsaustausch nicht gescheut werden sollte. Die Aufarbeitung der Krise, sowie Untersuchung der Ursache und Wirkungen erfolgt hauptsächlich mittels Geschäftsbericht, während der Haupt- und Generalversammlung und durch die Medien. Mehrheitsaktionären und institutionellen Anlegern sind branchenspezifische Risiken bereits bekannt. Unternehmensspezifische Risiken werden über direkte, persönliche Gespräche mit dem Top Management in Erfahrung gebracht. Weitere Informationsquellen sind der Geschäftsbericht und Investoren-Präsentationen.
Im Fokus des inhaltlichen Interesses der Nach-Krisenphase stehen die Auswirkungen auf das unternehmerische finanzielle Ergebnis und den zukünftigen Unternehmenswert. Die Unternehmensleitung sollte den Shareholdern aufzeigen, welche Maßnahmen künftig ergriffen werden, um das Vermögen der Shareholder zurückzugewinnen, zu sichern und zu mehren. Das Ziel der Kommunikationsmaßnahmen ist die Vertrauensrückgewinnung der Anteilseigner, welche für die Sicherung der unternehmerischen Kapitalversorgung von Bedeutung ist.

### Aufsichtsrat
Gemäß den §§ 95 bis § 116 AktG, §§ 9 und 36–41 GenG muss jede Aktiengesellschaft (AG) und Genossenschaft über einen Aufsichtsrat verfügen (andere Rechtsformen ab bestimmter Unternehmensgröße verpflichtend bzw. freiwillig).
Der Aufsichtsrat erfüllt gem. § 11 AktG eine Überwachungsfunktion über die Geschäftsführung. Im Sinne der ihm obliegenden Prüfungspflicht ist der Vorstand nach § 90 Abs. 1 AktG verpflichtet, zur Überwachung notwendige Informationen zugängig zu machen. Somit ist der Aufsichtsrat von Informationen zur Risikolage und zum Risikomanagement angewiesen, dazu zählen i. S. v. § 90 Abs. 3 AktG Anforderungsberichte oder nach § 109 Abs. 1 AktG verbale Auskünfte vom Vorstand. Relevante Informationen können weiterhin unternehmensintern vom Risikomanagement oder der Internen Revision sowie von unternehmensexternen Aufsichtspersonen, wie dem Abschlussprüfer, stammen. Durch die Befugnis des Aufsichtsrates, Auskunftspersonen in Aussitzratssitzungen zu laden, können Mitarbeiter des Risikomanagements und der internen Revision zu Rate gezogen werden. Weiterhin hat der Aufsichtsrat die Möglichkeit einen Abschlussprüfer zu bestellen. Dieser prüft in börsennotierten Aktiengesellschaften die Existenz eines angemessenen Risikomanagementsystems.

### Mitarbeiter
Aus Unternehmenssicht ist es von zentraler Bedeutung die Belegschaft kontrolliert über bestehende und drohende Risiken zu informieren. Um das Vertrauen der Mitarbeiter zu wahren, sollte insbesondere in Krisensituation vermieden werden, dass der Arbeitnehmer Primärinformationen über die Medien erhält (Outside-In) und die Glaubwürdigkeit der Unternehmensführung in Mitleidenschaft gezogen wird. Dies hat zugleich starke Auswirkungen auf die Reaktion externer Stakeholder, da Mitarbeiter öffentlich als Repräsentanten des Unternehmens wahrgenommen werden und ihren Aussagen höhere Glaubwürdigkeit zugesprochen wird als anderen Unternehmensvertretern, wie dem Vorstand und Firmensprechern. Für die Risikoaufklärung können zahlreiche Medien genutzt werden: Mitarbeiterzeitschriften, Newsletter, das Intranet, E-Mail oder Mitarbeiterversammlungen sowie Townhalls. Die Ergebnisse einer empirischen Studie von DAX30-Unternehmen zu der Risikomanagementorganisation, Risikokultur und zu risikopolitischen Grundsätzen zeigen, dass mediale Instrumente, wie das Intranet (70 %) oder Rundschreiben des Vorstands (60 %), als auch Instrumente der direkten Kommunikation, wie Schulungen und Workshops (80 % für Führungskräfte; 70 % für Mitarbeiter) genutzt werden.

## Externe Risikokommunikation
Die externe Risikokommunikation informiert regelmäßig z. B. Kapitalgeber über Risikostrategie, -politik, -ziele, -maßnahmen und die Wirksamkeit ihrer Erreichung im Risikobericht.
Die Chancen- und Risikosituation des Unternehmens wird Stakeholdern u. a. mittels der externen Risikoberichterstattung als Teil der Finanzberichterstattung offengelegt. Die Darstellung der Risiken ist in Deutschland verpflichtend durch die §§ 289 und 315 HGB im Rahmen des Lageberichts bzw. Konzernlageberichts.
Die Öffentlichkeit erwartet hingegen zusätzliche Informationen aus den nicht-finanziellen Bereichen, wie z. B. Umwelt und Arbeitsschutz. Diese Informationen können innerhalb der verpflichtenden und freiwilligen Risikoberichterstattung Berücksichtigung finden, aber auch über andere Kanäle kommuniziert werden.
Besondere Bedeutung kommt der externen Risikokommunikation in außergewöhnlichen Situationen zuteil. Bei z. B. Krisen, Rückrufaktionen oder Skandalen spielt die sensible Lenkung von Informationen an die jeweiligen Stakeholder eine große Rolle, um langfristige Schädigung des Unternehmensrufs und der damit einhergehenden Ertragsminderungen zu vermeiden.

### Fremdkapitalgeber
Durch die Bereitstellung von Kapital erwarten Fremdkapitalgeber eine entsprechende Verzinsung, d. h. einen Vermögenszuwachs sowie die Rückzahlung des bereitgestellten Betrags. Deshalb legen Kapitalgeber Wert darauf, wie der Unternehmenserfolg abgesichert wird. Diese Informationen beinhalten die Nachhaltigkeit der Wertschöpfung und die Zukunftsfähigkeit des Geschäftsmodells. Die Interessen der Fremdkapitalgeber werden vertreten, indem das Unternehmen seine eigenen Interessen vertritt und damit den Fortbestand des Unternehmens sichert.
Informationen zu dem Fortbestand des Unternehmens können dem Lagebericht als verpflichtendes Instrument der Finanzberichterstattung entnommen werden. Innerhalb des Lageberichts sieht es der deutsche Gesetzgeber nach §§ 289 Abs. 1 HGB und § 315 Abs. 1 HGB vor, „die voraussichtliche Entwicklung mit ihren wesentlichen Chancen und Risiken zu beurteilen und zu erläutern“. Im Speziellen sind nach § 289 Abs. 2 HGB und § 315 Abs. 2 HGB die Risikomanagementziele und -methoden sowie Preisänderungs-, Ausfall- und Liquiditätsrisiken und die Risiken aus Zahlungsstromschwankungen darzustellen. Kapitalmarktorientierte Kapitalgesellschaften haben zudem nach § 289 Abs. 5 HGB (und § 315 Abs. 4HGB) ebenfalls einzugehen auf wesentliche Merkmale des internen Kontroll- und Risikomanagementsystems, soweit diese den (Konzern-)Rechnungslegungsprozess betreffen. Durch die Regelmäßigkeit dieser Art der Risikokommunikation dienen solche Informationen als Präventivmaßnahmen und sind ein geeignetes Instrument in der potentiellen bzw. latenten Krisenphase.
Sind Fremdkapitalgeber in der akuten Krisenphase als Anspruchsgruppe mit höchster Priorität deklariert, so ist es sinnvoll diese direkt anzuschreiben und mit allen wichtigen Fakten zu versorgen. Dies beugt dem (unvollständigen) Informationsfluss durch andere Kanäle vor und schafft Vertrauen. Hat die Krise zur Folge, dass das geliehene Kapital nicht in geplanter Zeit bzw. Höhe zurückgezahlt werden kann, so können entsprechende Lösungen gemeinsam mit den Fremdkapitalgebern ausgearbeitet werden.

### Öffentlichkeit
Unter der Öffentlichkeit werden diejenigen Stakeholder verstanden, die weder Arbeitnehmer, noch Lieferanten, noch Kapitalgeber des Unternehmens sind. Diese können wiederum in Experten und Laien unterschieden werden. Experten erachten Risiken als Ursache-Wirkungs-Beziehungen, denen Wahrscheinlichkeiten zu Grunde liegen, während Laien Risiken als Opfer-Täter-Beziehungen wahrnehmen. Da die Meinung der Laien bestimmt, welches Image das Unternehmen in der Öffentlichkeit hat, ist deren Informationsbedürfnis im Rahmen der Risikokommunikation ebenfalls zu befriedigen. Dadurch werden mögliche Akzeptanzprobleme und Krisen vorgebeugt und somit die wirtschaftlichen Interessen des Unternehmens gesichert. Eines der bekanntesten Beispiele für die Nichtakzeptanz in der Öffentlichkeit ist die Kerntechnik.
In der potentiellen Krisenphase der Risikokommunikation müssen Unternehmen evaluieren welche Risikothemen zu einem Problem in welchen gesellschaftlichen Gruppen führen könnten. Dabei sind ebenfalls der zeitliche Rahmen und das Ausmaß zu beachten. In dieser Phase wird das Risiko noch nicht öffentlich kommuniziert. In der latenten Krisenphase (am Ende der potentiellen Krisenphase) taucht das Risikothema in der Öffentlichkeit auf und muss diskutiert werden. Ein kritisches Ereignis kann daraufhin zu einer Zuspitzung des Risikothemas führen und eine akute Krise hervorrufen, dabei erreicht das Problem die maximale öffentliche Aufmerksamkeit. Die Nach-Krisenphase ist gekennzeichnet von Regulationen, z. B. Vereinbarungen oder staatliche Regulierungen, und rückt das Risikothema aus dem öffentlichen Fokus. Da das Problem mit fortschreitender Entwicklung immer weniger vom Unternehmen beeinflusst werden kann, ist Kommunikation in der latenten Krisenphase wirkungsvoll.
In der latenten Krisenphase hat die Risikokommunikation mit der Öffentlichkeit zwei Aufgaben: sie muss sich an den Fragen der angesprochenen Gruppen ausrichten, aber auch die notwendigen Informationen vermitteln, die zum Verständnis des Risikos notwendig sind. Man kann diesen Prozess in sechs Schritte untergliedern:
1. Risikoproblem für Kommunikation identifizieren
2. Geeignete Zwei-Wege-Kommunikation wählen (Information, Dialog, Beteiligung)
3. Vertrauen sichern
4. Risikosichten der Öffentlichkeit berücksichtigen
5. Qualitative Risikobeschreibung zur Annäherung von Risikoproblem und -sicht
6. Indikatoren und Risikovergleiche für quantitative Risikobeschreibung wählen.[59]

Geeignete Instrumente in der latenten Krisenphase sind z. B. Einsicht in Planungsunterlagen, Expertenvorträge und -befragungen, Informationsbroschüren und Besichtigungen vor Ort. Risikokommunikation gestaltet sich hierbei als Dialog, sodass eine einseitige Informationsvermittlung verhindert wird und die Fragen der Öffentlichkeit Berücksichtigung finden.
Wird das Risikothema durch ein kritisches Ereignis, bei dem Mensch und Umwelt Schaden nahmen, begleitet, so hängt die öffentliche Reaktion und damit die Folgen für das Unternehmen davon ab, wie dieser Vorfall empfunden wird. Externe Faktoren, die sich dem Einfluss des Unternehmens entziehen, stellen das Unternehmen als Opfer des Schadens dar, während die Identifikation des Unternehmens als Verursacher des Schadens schwerwiegende Folgen hat und zur akuten Krise führen kann. Wenn dieser Fall eintritt, muss das Unternehmen Krisenkommunikation betreiben. Krisenkommunikation kann als Risikokommunikation unter erschwerten Bedingungen verstanden werden. Ziele der Krisenkommunikation sind die zügige Alarmierung, Sicherstellung von schnellen Reaktionen und der Aufbau von sachlicher und klarer Kommunikation. Innerhalb der akuten Krisenphase ist zudem der passende Umgang mit Journalisten notwendig, da ihre Darstellungsweise und Berichterstattung über Massenmedien die Meinung der Öffentlichkeit prägen können. In der Nach-Krisenphase ist die Entwicklung neuer Krisenpotentiale zu minimieren, zudem muss das Krisenmanagement und die -kommunikation auf Grundlage der gemachten Erfahrungen verbessert werden. Die Kommunikation über entsprechende Maßnahmen mit der Öffentlichkeit kann in dieser Phase zur Vertrauensrückgewinnung beitragen.

### Lieferanten
Im Falle einer akuten Krise ist es zielführend Lieferanten und Zulieferer direkt und persönlich zu informieren. Trägt der Zulieferer eine (Teil-)Verantwortung ist ein kommunikativer Austausch bereits in der latenten Krisenphase zwingend notwendig, um die Krise abzuwenden oder zu beenden. Wird dem Zulieferer, ohne Beweiskraft, die alleinige Schuld zugewiesen, kann dies sowohl negative Auswirkungen auf die Unternehmensreputation, als auch die Beendigung der Kooperation nach sich ziehen, wie beim Ford Explorer Skandal von 1997. Wenn der Zulieferer nicht ursächlich für die Krise verantwortlich ist, richtet sich die Dringlichkeit und der Informationsumfang nach der Betroffenheit und der Substituierbarkeit des Zulieferers. Ist die Kooperation mit dem Zulieferer für den unternehmerischen Geschäftsablauf essenziell, sollte dieser umfassend und möglichst direkt informiert werden, um das bestehende Vertrauen zu wahren und diese von einer zukünftig erfolgreichen Zusammenarbeit zu überzeugen.